# Hotel New Hampshire (romanzo)
Hotel New Hampshire è un romanzo rosa e di formazione del 1981, scritto da John Irving. Il libro è stato tradotto in 20 lingue. In Italia è stato pubblicato nel 1982, nella traduzione di Pier Francesco Paolini.

## Trama
Il romanzo racconta la storia della famiglia Berry, composta dai genitori Win e Mary e dai loro cinque figli. A narrare la storia è John, il terzo dei cinque figli.
È diviso essenzialmente in quattro momenti.

### Gioventù di Win e Mary Berry
Win e Mary sono originari di Dairy, una cittadina del New Hampshire. Adolescenti, si ritrovano a lavorare insieme in un resort del Maine, l'Arbuthnot-by-the-Sea, nel quale si innamorano. È qui che conoscono Freud, un ebreo austriaco che lavora nel resort sia come manovale che come intrattenitore. La sua performance consiste nel far guidare una motocicletta a State o' Maine, un orso ammaestrato.
Dopo l'estate, Win decide di acquistare da Freud sia l'orso che la motocicletta, al fine di racimolare la somma necessaria per pagarsi gli studi presso l'Università di Harvard. Comincia così a girovagare in tutti gli Stati Uniti insieme a State o' Maine, nel frattempo ribattezzato Earl, per via dell'unico verso che sembra capace di emettere.
Una volta laureato, Win fa ritorno a Dairy, dove diventa insegnante presso la locale scuola pre-universitaria, dove lavora anche suo padre, Iowa Bob, allenatore della squadra di football americano.

### Primo Hotel New Hampshire
Nel frattempo Win e Mary si sono sposati e, nel corso del tempo, hanno cinque figli. Nell'ordine: Frank, impacciato, riservato e omosessuale; Franny, sfacciata e sicura di sé; John, dolce, ingenuo e innamorato di sua sorella Franny; Lilly, minuta e che ha smesso di crescere; Egg, un bambino duro d'orecchi e incline ai travestimenti.
John e Franny, unici figli "normali", vivono nella più totale complicità, ridendo delle bizzarrie della famiglia.
Win, insoddisfatto del proprio lavoro di insegnante, decide di trasformare una scuola femminile abbandonata in un albergo: il primo Hotel New Hampshire.
Durante questo periodo avverrà lo stupro di Franny, per opera del quarterback della squadra di football della Diary School, Chipper Dove, e di altri due suoi amici. John riesce a correre in aiuto della sorella soltanto dopo lo stupro, grazie a un altro membro della squadra di football, il negro Junior Jones.
Un altro evento-chiave è la morte del cane di famiglia, Sorrow, un labrador nero aerofago. Frank prova a resuscitarlo tramite la tassidermia al fine di consolare Franny. Per farle una sorpresa, lo nasconderà nell'armadio di Iowa Bob. Questi, vedendolo, morirà d'infarto per lo spavento.
Nel frattempo, John, rimasto traumatizzato dallo stupro di Franny, convince Iowa Bob ad aiutarlo nello sviluppare la propria massa muscolare, così da poter difendere sua sorella. Prende quindi la fissazione per la cura fisica, in particolare per la pesistica e per la corsa. Durante le sue corse mattutine viene notato dalla cameriera dell'albergo, Ronda Ray, che lo invita in camera sua, iniziandolo al sesso.
A mettere fine alla vicenda del primo Hotel New Hampshire sarà una lettera di Freud che, da Vienna, invita la famiglia Berry a trasferirsi lì, dove ha acquistato un albergo e un nuovo orso.

### Secondo Hotel New Hampshire
La famiglia Berry decide quindi di trasferirsi in Austria. Viaggiando separatamente rispetto al resto della famiglia, Egg e Mary rimangono vittime di un incidente aereo nel mezzo dell'Oceano Atlantico.
Il resto della famiglia Berry verrà coinvolto da Freud, ormai cieco, nella gestione del nuovo albergo che prenderà poi il nome di Hotel New Hampshire. L'albergo, piuttosto squallido, ha un piano completamente occupato dalle prostitute e un altro da un gruppo di radicali comunisti.
Inoltre, il nuovo orso è in realtà una ragazza lesbica dalla scarsa autostima, Susie. Anche lei, come Franny, ha subito uno stupro.
Durante il soggiorno viennese, Franny è attratta da uno dei leader dei radicali, Ernst il pornografo. Tentando di salvare Franny dalla sua influenza, John convincerà Susie ad intraprendere una relazione sessuale con lei.
John intanto si innamora a sua volta di una giovane radicale, appassionata di letteratura statunitense, la Fehlgeburt. La Fehlgeburt lega molto anche con Lilly, alla quale trasmette l'amore per i romanzi americani, in particolare per "Il grande Gatsby" di Francis Scott Fitzgerald.
In breve, però, tutto degenera. Franny cede alle avance sessuali di Ernst. La Fehlgeburt, convinta dai radicali a compiere un atto terroristico, decide di concedersi a John, al quale rivelerà tutto prima di suicidarsi. John rivela tutto alla sua famiglia, a Freud e a Susie, ma nel frattempo i radicali li prendono come ostaggi.
Freud si sacrificherà, facendo esplodere una macchina-bomba e sventando un attentato all'Opera. Win riesce ad uccidere Ernst, ma rimane cieco nell'esplosione.

### Terzo Hotel New Hampshire
La famiglia Berry, insieme a Susie l'orsa, fa ritorno negli Stati Uniti grazie al successo letterario di un romanzo autobiografico di Lilly. Frank, laureatosi in economia, diventa l'agente di Lilly che abiterà allo Stahope Hotel di New York.
È a New York che John e Franny arrivano ad una risoluzione del loro amore incestuoso: i due fratelli passano un'intera giornata a letto, fino alla sofferenza fisica.
John incontra Chipper Dove, lo stupratore di sua sorella, organizzando una crudele vendetta: gli faranno credere di venire violentato da Susie, travestita da orso.
Franny diventa poi un'attrice famosa, interpretando se stessa nel film tratto dal romanzo di Lilly. Sposerà poi Junior Jones, il ragazzo che dopo lo stupro di Chipper Dove e dei compagni, l'aveva portata in infermeria tenendola in braccio e dicendole "non hanno toccato la vera te". Lilly invece si suiciderà, dopo l'insuccesso del suo secondo libro.
John invece comincia una relazione con Susie l'orsa, insieme alla quale aprirà un centro di recupero per donne che hanno subito lo stupro al posto del vecchio Arbuthnot-by-the-Sea, che diventa così il terzo Hotel New Hampshire.

## Edizione italiana
- J. Irving, Hotel New Hampshire, la traduzione di Pier Francesco Paolini, ed. Bompiani, Milano 1982;

## Adattamento cinematografico
Nel 1984 è stato tratto dal romanzo un film, diretto da Tony Richardson e interpretato da Jodie Foster e Rob Lowe.